# Jock Sturges
John Sturges (/ˈstɜrdʒɪs/; Nova Iorque, 1947), conhecido como Jock Sturges, é um fotógrafo americano, melhor conhecido por suas imagens de moradores de colônias de nudismo, particularmente meninas pré-púberes e adolescentes com seus pais em Gasconha, França e Norte da Califórnia.

## Início de vida e educação
Sturges nasceu em 1947 em Nova Iorque. De 1966 a 1970, ele serviu na Marinha dos Estados Unidos como um linguista russo. Ele graduou com um BFA em Psicologia da Percepção e Fotografia do Marlboro College e recebeu um MFA em fotografia do San Francisco Art Institute.

## Carreira
Suas modelos são adolescentes nuas e suas famílias, primariamente tomadas em comunas no Norte da Califórnia e na costa atlântica do resort naturista CHM Montalivet em Montolivet. Muito de seu trabalho apresenta a residente da Califórnia Misty Dawn, quem ele fotografou a partir de quando ela era uma jovem criança até seus vinte.
Sturges primariamente trabalha com uma grande câmera de visão em formato 8x10 polegadas. Ele tem tomado algumas fotografias digitais, mas prefere para trabalhar com impressões.
Seu trabalho tem sido o assunto de controvérsia nos Estados Unidos. Em 1990, seu estúdio em San Francisco foi invadido por oficiais do FBI e seu equipamento apreendido. Um grande juri subsequentemente declinou para trazer uma acusação contra ele. Em 1998, atentos mal sucedidos foram feitos para ter seus livros The Last Day of Summer e Radiant Identities classificados como pornografia infantil em Arkansas e Luisiana. Clientes em Alabama e Tennessee processaram Barnes & Noble por estocar os livros, resultando em protestos ao longo dos Estados Unidos, largamente inspirados pelo anfitrião de rádio conservador Randall Terry.
Suas fotografias também aparecem como arte de capa em três romances por Jennifer McMahon, Promise Not to Tell, Island of Lost Girls e Dismantled, bem como o romance de estreia de 1998 de Karl Ove Knausgård, Ute av verden (Out of the World). A banda Ride usou algumas de suas fotografias em diferentes lançamentos, o.s.: os EPs Twisterella e Leave them All Behind.

## Vida pessoal
Em 2021, Sturges se declarou culpado no Tribunal Superior do Condado de Franklin (MA) por um ato antinatural e lascivo com uma criança menor de 16 anos quando ele era chefe de dormitório na Northfield Mount Hermon School em meados da década de 1970. Ele foi condenado a três anos de liberdade condicional.

## Publicações

### Suas publicadas coleções incluem
- The Last Day of Summer (1991, Aperture, NY) ISBN 0-89381-538-1
- Radiant Identities (1994, Aperture, NY)
- Evolution of Grace (1994, Gakken, Tokyo)
- Jock Sturges (1996, Scalo, Zürich)
- Jock Sturges: New Work, 1996–2000 (2000, Scalo, Zürich)
- Jock Sturges: Twenty-Five Years (2004, Paul Cava Fine Art, Bala Cynwyd, PA)
- Jock Sturges: Notes (2004, Aperture, NY)
- Misty Dawn: Portrait of a Muse (2008, Aperture, NY)
- Jock Sturges Life Time (2008 Steidl)
- The Rollei Project (2013 Foto Henny Hoogeveen, Lisse, The Netherlands)
- Jock Sturges Fanny (2014 Steidl)
- The Leica Project (2019 Foto Henny Hoogeveen, Lisse, The Netherlands)

### Outras notadas publicações incluem
- Montage (Graham Webb International)
- Standing on Water (1991, Catalogo de Portfólio publicado por Paul Cava Fine Art, Philadelphia)
- Jock Sturges Color (Catalogo de Portfólio publicado por Ataraxia, Bensalem)
- Line of Beauty and Grace (2007 Amadelio Films). Documentário

### Edição limitada de portfólios de fotografias originais
- Standing On Water (Paul Cava Fine Art, 1991, portfólio encaixotado de dez fotografias de grandes dimensões 20x24 polegadas de gelatina de prata)
- Jock Sturges: Twenty-Five Years (Paul Cava Fine Art, 2004, portfólio encaixotado de dez fotografias de 11x14 polegadas de gelatina de prata)
- Jock Sturges Platinum Edição de 10 fotografias signature platinum (Russell Levin Gallery Monterey California 2007)

## Filmes
- Line of Beauty and Grace (2007, Amadelio) – documentário